# Морозов, Иван Васильевич (Герой Социалистического Труда)
Ива́н Васи́льевич Моро́зов (21 сентября 1926 - 26 августа 2021) — советский работник промышленности, токарь-карусельщик паротурбинного цеха № 21 Ленинградского металлического завода. Герой Социалистического Труда.

## Биография
Родился 21 сентября 1926 года в деревне Конное (ныне — Новодугинский район Смоленской области).
В годы Великой Отечественной войны подростком сражался в партизанском отряде, затем воевал в действующей Армии, был миномётчиком расчёта. С боями дошёл до Восточной Пруссии. После победы над Германией его часть была переброшена на Дальний Восток, там с боями он дошёл до Порт-Артура.
После службы в Армии поступил токарем-карусельщиком на Ленинградский металлический завод (1950). За короткое время освоил сложное оборудование, стал высококвалифицированным токарем-карусельщиком, работал на уникальном карусельном станке с диаметром планшайбы 19 метров. Выполняя сложные детали, всегда показывал пример высокопроизводительного труда; не считаясь со временем и внедряя передовые методы обработки металла, делал всё для того, чтобы сократить время на механическую обработку деталей и узлов крупнейших паровых и гидравлических турбин, выпускаемых заводом для электростанций СССР и зарубежных стран.
Большой личный труд вложил в изготовление заводом паровых турбин в 200, 300, 800, 1200 МВт, а также гидравлических турбин для Саратовской, Волжских, Братской, Красноярской и других электростанций. Применяя прогрессивные методы труда и усовершенствуя технологию обработки рабочего колеса для Красноярских гидротурбин, сумел добиться сокращения цикла обработки с 400 нормо-часов на первом рабочем колесе до 200 — на четвёртом колесе. При обработке нижних колец направляющего аппарата для Саратовской ГЭС, сократил время на обработку со 140 нормо-часов на первом кольце до 76 на втором и последующих.
Как большой мастер и хороший организатор был избран бригадиром. Бригада систематически выполняла нормы выработки на 150—160 %. Семилетнее производственное задание (1959—1965 годов) выполнил досрочно и к июлю 1964 года ему было присвоено звание лучшего токаря-карусельщика завода.
На заводе проработал с 1950 по 1989 годы. На пенсию ушёл в 1988 году.
В 1968—1970 годы — депутат Ленсовета.

## Награды
- Награждён орденами Красной Звезды (1944) и Отечественной войны II степени (6.11.1985)[2], медалями «За победу над Германией в Великой Отечественной войне 1941—1945 гг.» (1945), «За победу над Японией» (1946).
- За выдающиеся заслуги в выполнении заданий пятилетнего плана и достижение высоких технико-экономических показателей в работе удостоен звания Героя Социалистического Труда (1966).

## Память
Отмечалось 80-летие со дня рождения И. В. Морозова.